# Islam in Ucraina
La maggioranza dei musulmani in Ucraina sono di etnia tatara di Crimea e vivono nella penisola di Crimea. Secondo la Amministrazione Spirituale dei Musulmani di Ucraina ve ne sono un numero imprecisato che va da 800.000 a 2 milioni.

## Storia
Mentre la maggioranza degli ucraini è costituita prevalentemente di ortodossi ed uniati, fedeli musulmani hanno vissuto per secoli nel territorio della moderna Ucraina. Essi sono concentrati particolarmente nel sud del paese e più precisamente in Crimea, anche se vi sono altri gruppi di tatari di Lipka a Volinia e Podolia.
Il Khanato di Crimea venne fondato dai Tatari di Crimea nel XV secolo. Questo popolo era costituito da discendenti di lingua turca, da turchi e non turchi, insediatisi nell'est europea prima del VII secolo.
Il Khanato perse presto la sua sovranità e cadde sotto l'influenza dell'Impero ottomano a nome del quale era governato da funzionari locali con un grado significativo di autonomia. Fra il XV ed il XVIII secolo, i tatari di Crimea fecero spesso irruzione nelle terre slave orientali per catturare schiavi, riducendo in schiavitù circa 3 milioni di persone, prevalentemente ucraini. L'influenza della Russia nella zona, inizialmente modesta, cresceva lentamente e nel tardo XVIII secolo, dopo la serie di Guerre russo-turche, il territorio fu annesso all'Impero russo.
I tatari di Crimea erano Sunniti ed il Muftī era la figura religiosa più elevata. Tutte le comunità erano guidati e rappresentate dall'imam locale.
Il Khanato di Crimea aveva Bakhchisaray capitale. Nel XVIII secolo, quando venne conquistato dalla Russia, vi erano almeno 18 moschee e diverse madrase. L'Impero russo iniziò a perseguitare i musulmani e circa 160.000 tatari furono costretti ad abbandonare la Crimea.
Per i musulmani che restarono, ci furono conflitti ideologici tra coloro che aderirono ad forma conservatrice della religione, i moderati e coloro che sottoscrissero l'ideologia liberale e occidentale.

## Musulmani ucraini nel XX secolo
All'epoca della Rivoluzione russa, i Musulmani costituivano un terzo della popolazione della Crimea. Quasi tutte le maggiori città della Crimea avevano un significativo numero di musulmani fra la popolazione.
I musulmani di Crimea furono oggetto di massiccia deportazione, nel 1944, quando Stalin li accusò di collaborazionismo con la Germania nazista. Circa 200.000 Tatari di Crimea vennero deportati in Asia Centrale, principalmente in Uzbekistan, ma anche in Kazakistan ed in altre regioni. La maggior deportazione avvenne il 18 maggio 1944. Si stima che il 45% dei musulmani di Crimea morì nel periodo 1944–1945 per fame e malattie. Le proprietà ed i terreni abbandonati dai tatari di Crimea, vennero presi in possesso da russi che vennero inviati dalle autorità sovietiche. Ciò condusse a cambiamenti demografici in Ucraina con un impatto enorme sul futuro. Anche se un decreto sovietico del 1967 rimosse le accuse contro i tatari di Crimea, il governo sovietico non fece nulla per facilitare il loro reinsediamento in Crimea e per risarcirli della perdita di vite umane e dei beni confiscati. Il rimpatrio dei Tartari di Crimea nella loro terra, ebbe inizio solo nel 1989.

## Musulmani ucraini oggi

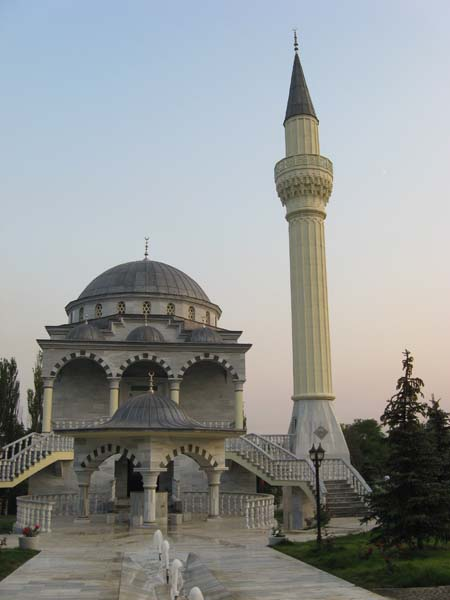
Moschea Sultan Suleiman a Mariupol.

Fino all'indipendenza ucraina (1991), tornarono in Crimea più tatari di quanti non ne fossero tornati ai tempi dell'Unione Sovietica. I musulmani sono suddivisi in vari gruppi etnici ma la maggioranza è costituita da tatari, di diversi clan. Ci sono anche insediamenti di profughi ceceni in Crimea e in altre zone dell'Ucraina, ma la percentuale non è significativa.
I musulmani hanno creato tre strutture per la gestione dei loro affari:
- Direzione spirituale dei musulmani di Ucraina
- Centro spirituale delle comunità musulmane
- Direzione spirituale dei musulmani di Crimea

La maggior parte dei musulmani ucraini sono affiliati a queste organizzazioni che li aiutano nella vita religiosa così come nella vita quotidiana. La maggior parte dei musulmani hanno cercato di formare un partito in modo da avere una voce unita in politica, un cosiddetto Congresso musulmano, ma finora non è stato raggiunto questo scopo. I musulmani hanno costituito diverse organizzazioni di beneficenza che aiutano sia le comunità musulmane che quelle non musulmane. Fra queste si citano Fondazione CAAR, Al-Bushra e La vita dopo Chernobyl. Vi è anche l'Associazione Interregionale degli Enti Pubblici (Arraid), che ha spesso guadagnato l'attenzione mondiale per il suo operato.

## Statistiche
I musulmani in Ucraina, hanno 445 comunità, 433 capi religiosi, 160 moschee oltre a diverse altre in costruzione.
In Crimea, i musulmani costituiscono il 12% della popolazione. Almeno 30 comunità ucraine musulmane operano senza registrazione ufficiale (ci sono circa 360 comunità registrate o organizzazioni). Altre comprendono gruppi di ceceni o caucasici oltre che alcuni afgani. Le lingue principali sono tataro, turco e lingue caucasiche come ceceno. Ma tutte le comunità parlano anche il russo e molti parlano anche la lingua ucraina.

## Traduzione ucraina del Corano e della Sunna
Alcuni tentativi di rendere il libro sacro dell'Islam in lingua ucraina sono stati elaborati nel corso degli ultimi secoli. Dalla prima traduzione non-diretta di Abranchak-Lysynecki (Lviv, 1915), poche traduzioni parziali sono state pubblicate (Yarema Polotniuk - Vsesvit Journal, 1990), Valeriy Rybalkin ("Stylos", 2002) e Mykhaylo Yakubovych (Kyivska Rus Journal, 2007).